# Municipio de Rome (condado de Athens)
El municipio de Rome (en inglés: Rome Township) es un municipio ubicado en el condado de Athens en el estado estadounidense de Ohio. En el año 2010 tenía una población de 1320 habitantes y una densidad poblacional de 13,75 personas por km².

## Geografía
El municipio de Rome se encuentra ubicado en las coordenadas 39°18′59″N 81°54′34″O / 39.31639, -81.90944. Según la Oficina del Censo de los Estados Unidos, el municipio tiene una superficie total de 95.98 km², de la cual 94,6 km² corresponden a tierra firme y (1,44 %) 1,38 km² es agua.

## Demografía
Según el censo de 2010, había 1320 personas residiendo en el municipio de Rome. La densidad de población era de 13,75 hab./km². De los 1320 habitantes, el municipio de Rome estaba compuesto por el 89,47 % blancos, el 4,55 % eran afroamericanos, el 1,36 % eran amerindios, el 0,15 % eran asiáticos, el 0,3 % eran de otras razas y el 4,17 % eran de una mezcla de razas. Del total de la población el 1,06 % eran hispanos o latinos de cualquier raza.